# 帕妃FAN BOX
《帕妃FAN BOX》（パルフェふぁんBOX）是2000年9月29日日本工畫堂所發售的小魔女系列的FAN BOX。

## 概要
收錄著問答遊戲《可可特的心跳QUIZ大作戰》、桌面軟件（Desktop Accessories）集《黑貓 Museum（くろねこみゅーじあむ）》、帕妃系列的主題曲迷你專輯《帕妃 Song Collection（パルフェ ソングこれくしょん）》、以及歷代4作的試玩版的FAN BOX。

## 可可特的心跳QUIZ大作戰

### 概要
在費洛愛爾摩斯的街上，突然出現邪惡的謎樣精靈—史芬克斯，以Trouble Buster Q（即玩家）與可可特共同戰鬥為內容的冒險遊戲。由黑貓組開發。
是發生在《小魔女帕妃2》故事時間點中的另一個故事，在2003年11月28日發售的《小魔女帕妃2》DVD版有收錄其中。在2005年3月25日，工畫堂發售系列中5部作品的合輯《小魔女帕妃完全版》。

### 登場人物
Trouble Buster Q
退治精靈的專家。
可可特‧科爾雪（聲：水橋香織）
於水之國—費洛愛爾摩斯的魔法學院上學的14歲少女。除了上學外還有在打理其家的微笑魔法店。
其姐・蕾妮特正為留學中的菲利王子擔任其護衛，於風之國佛爾拉特居住。
帕妃‧修克雷爾（聲：古山貴實子）
黒貓魔法店的店主。被古代精靈・史芬克斯（スフィンクース）所依附，行蹤不明。
芙蘿蕾‧米爾菲亞（聲：三五美奈子）
萊娜‧佛賽爾（聲：真田麻美）
假面騎士（聲：水樹奈奈）

### 主題歌
主題曲「渚のハッピーバカンス」（海灘的Happy Holidays／海灘的快樂假期）
作詞：くろねこさんちーむ
作曲・編曲：馬場信繁
主唱：水橋かおり

## 黑貓 Museum
收錄帕妃系列的角色們的桌布、螢幕保護程式、時鐘、日曆。

## 帕妃 Song Collection
收錄帕妃系列的主題曲的迷作專輯。
收錄曲
- ｢Little Witch's Heart｣
  - 歌：帕妃（古山貴實子）
  - 作詞：貝阿弥範明
  - 作曲・編曲：馬場信繁
- ｢Romantic Heart｣ 
  - 歌：蕾妮特（水樹奈奈）
  - 作詞：くろねこさんちーむ
  - 作曲・編曲：馬場信繁
- ｢花束の招待状｣ 
  - 歌：芙蘿蕾（三五美奈子）
  - 作詞：りとる・ぽえまーなおきち
  - 作曲・編曲：江戸川ちゃあこ
- ｢poetrylove 〜出会いは詩うように〜｣ 
  - 歌：露提爾（堀江由衣）
  - 作詞：貝阿弥範明
  - 作曲・編曲：馬場信繁
- ｢渚のハッピーバカンス｣ 
  - 歌：可可特（水橋香織）
  - 作詞：くろねこさんちーむ
  - 作曲・編曲：馬場信繁

## 外部連結
- パルフェふぁんBOX （页面存档备份，存于）（工画堂スタジオ）（日語）